# Neatsville, Kentucky
Neatsville es una comunidad no incorporada en el condado de Adair, en el estado estadounidense de Kentucky . Está ubicado en el cruce de la ruta 206 de Kentucky y la ruta 76 de Kentucky .  Su elevación es de 215 metros a nivel del mar. Por razones desconocidas, el nombre de la ciudad se escribió como Neetsville desde 1876 hasta 1886, cuando cerró la oficina de correos de la ciudad.  En su historia temprana desde alrededor de la década de 1810 hasta 1900, Neatsville creció progresivamente hasta convertirse en una ciudad incorporada bien establecida. Se ha reubicado dos veces a lo largo de los años, una vez debido a las inundaciones alrededor de 1900-1902, que diezmaron la ciudad, y la otra en la década de 1960 cuando se incautó el río Green para dar paso al embalse de Green River .

## Historia
Varias fuentes y relatos se han referido a Neatsville como villa, como pueblo postal , como aldea y como ciudad en diferentes momentos de su historia.
La comunidad fue colonizada a principios del siglo XIX por los Neats, siendo Randolph Neat el primero en adquirir tierras en la localidad.   A medida que se expandía, la comunidad creció hasta abarcar varias tiendas, un hotel, un consultorio médico, molinos, un aserradero, destilerías, un salón, una salina, una tonelería, una máquina de cardar y una Logia Masónica .      Se incorporó como ciudad el 23 de febrero de 1847.  Su oficina de correos se estableció el 13 de marzo de 1844 y cerró en 1886.  En 1848, la población de la ciudad se estimó en alrededor de 50, y en 1876 la población de la ciudad se estimó en 60.   La Logia Masónica se trasladó a Pellyton en 1917. 

### Reubicaciones
En algún momento alrededor de 1900-1902, una inundación significativa diezmó la ciudad, lo que requirió su reubicación de la orilla norte a la orilla sur del río Green, momento en el que se abandonó la ubicación anterior.    Se había producido erosión en los cimientos de los edificios en la ubicación anterior debido a la inundación.  Un relato local de 1916 del antiguo sitio de la ciudad después de la inundación lo caracterizó como "casi destruido" y "en ruinas".  Más tarde, Neatsville se movió a su ubicación actual en algún momento de la década de 1960, cuando se confiscó el río Green para hacer posible la creación del embalse de Green River . 
1. ↑  TOPOZONE-Neatsville Topo Map in Adair County KY
2. 1 2  «Sistema de Información de Nombres Geográficos: Neatsville, Kentucky». Geographic Names Information System (en inglés).
3. R.L. Polk & Co (1876). Kentucky State Gazetteer and Business Directory (v. 1). R.L. Polk & Company. p. 409. Consultado el 22 de septiembre de 2018.

- Datos: Q6984524